# أندرو بي ساج
أندرو بي ساج (بالإنجليزية: Andrew P. Sage) هو مهندس أمريكي، ولد في 27 أغسطس 1933، وتوفي في 31 أكتوبر 2014.